# Guinea-Bissau i olympiska sommarspelen 1996
Guinea-Bissau deltog i de olympiska sommarspelen 1996 med en trupp bestående av tre deltagare, men ingen av landets deltagare erövrade någon medalj.

## Brottning
Fristil
| Brottare      | Gren                | Omgång 1             | Omgång 2             | Kvartsfinal          | Semifinal            | Final                | Återkval Omgång 1    | Återkval Omgång 2    | Återkval Omgång 3    | Återkval Omgång 4    | Återkval Omgång 5    | Brons- match         |
| Brottare      | Gren                | Motståndare Resultat | Motståndare Resultat | Motståndare Resultat | Motståndare Resultat | Motståndare Resultat | Motståndare Resultat | Motståndare Resultat | Motståndare Resultat | Motståndare Resultat | Motståndare Resultat | Motståndare Resultat |
| ------------- | ------------------- | -------------------- | -------------------- | -------------------- | -------------------- | -------------------- | -------------------- | -------------------- | -------------------- | -------------------- | -------------------- | -------------------- |
| Talata Embalo | Bantamvikt, fristil | Cross (USA) L 10-0   | Gick inte vidare     | Gick inte vidare     | Gick inte vidare     | Gick inte vidare     | bye                  | Doğan (TUR) L 3-0    | Gick inte vidare     | Gick inte vidare     | Gick inte vidare     | Gick inte vidare     |

## Friidrott
Herrar
Bana
| Idrottare        | Gren                | Heat omgång 1 | Heat omgång 1 | Heat omgång 2    | Heat omgång 2    | Semifinal        | Semifinal        | Final            | Final            |
| Idrottare        | Gren                | Tid           | Placering     | Tid              | Placering        | Tid              | Placering        | Tid              | Placering        |
| ---------------- | ------------------- | ------------- | ------------- | ---------------- | ---------------- | ---------------- | ---------------- | ---------------- | ---------------- |
| Amarildo Almeida | Herrarnas 100 meter | 10.85         | 85            | Gick inte vidare | Gick inte vidare | Gick inte vidare | Gick inte vidare | Gick inte vidare | Gick inte vidare |
| Fernando Arlete  | Herrarnas 800 meter | 2:00.07       | 56            | N/A              | N/A              | Gick inte vidare | Gick inte vidare | Gick inte vidare | Gick inte vidare |